# Новое Займище
Новое Займище (бел. Новае Займішча) — деревня в Ордатском совете Шкловского района Могилёвской области Беларуси.
Деревня расположена на высоте 187 м над уровнем моря, к югу от центра сельсовета — деревни Ордать.